# Cenotafio

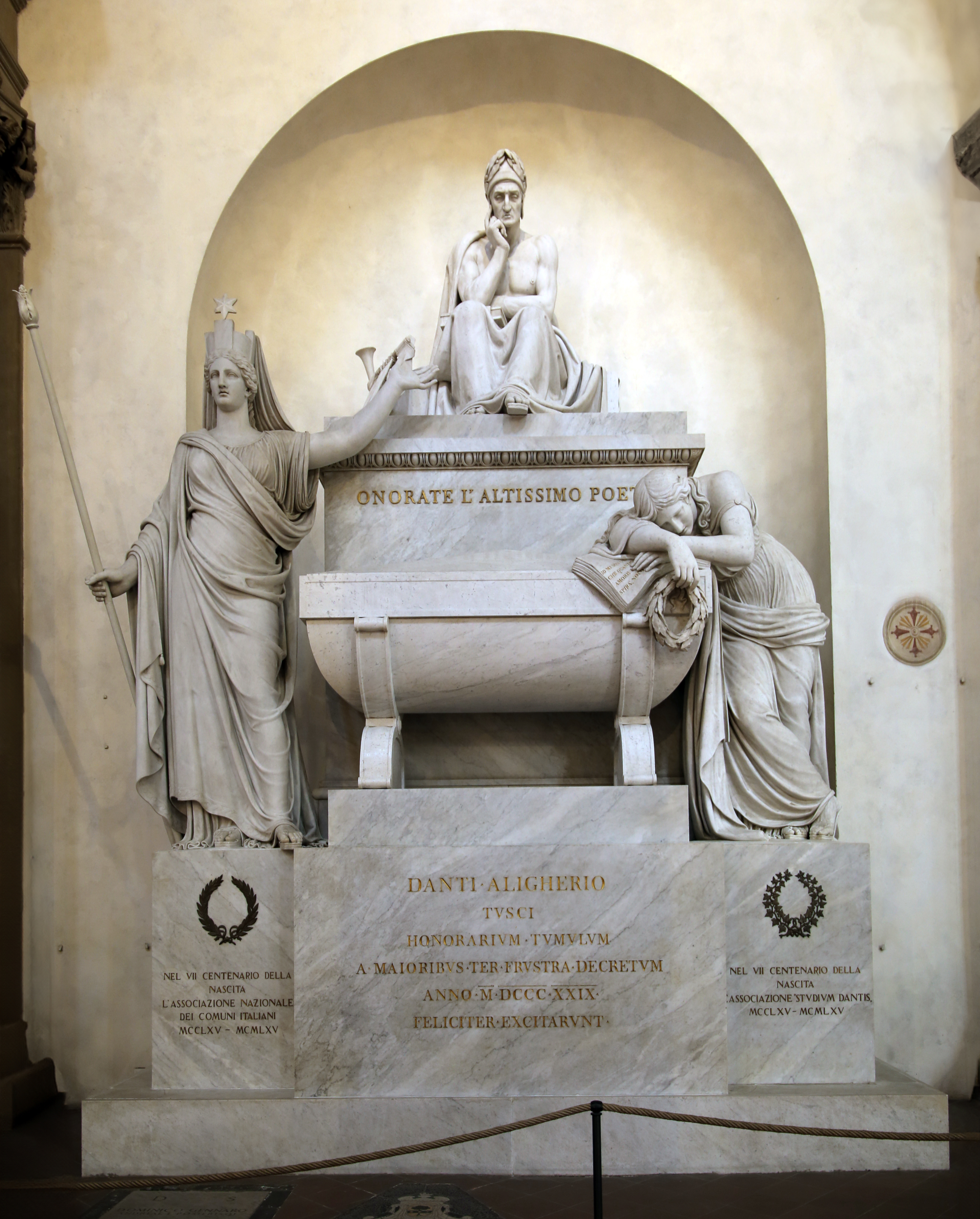
Il cenotafio di Dante Alighieri nella Basilica di Santa Croce a Firenze: il poeta è sepolto a Ravenna

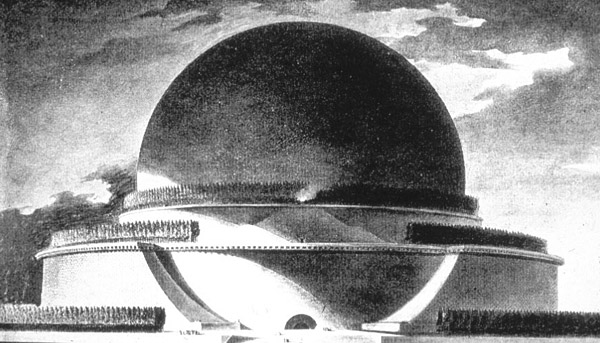
Progetto di cenotafio di Newton, veduta dall'esterno

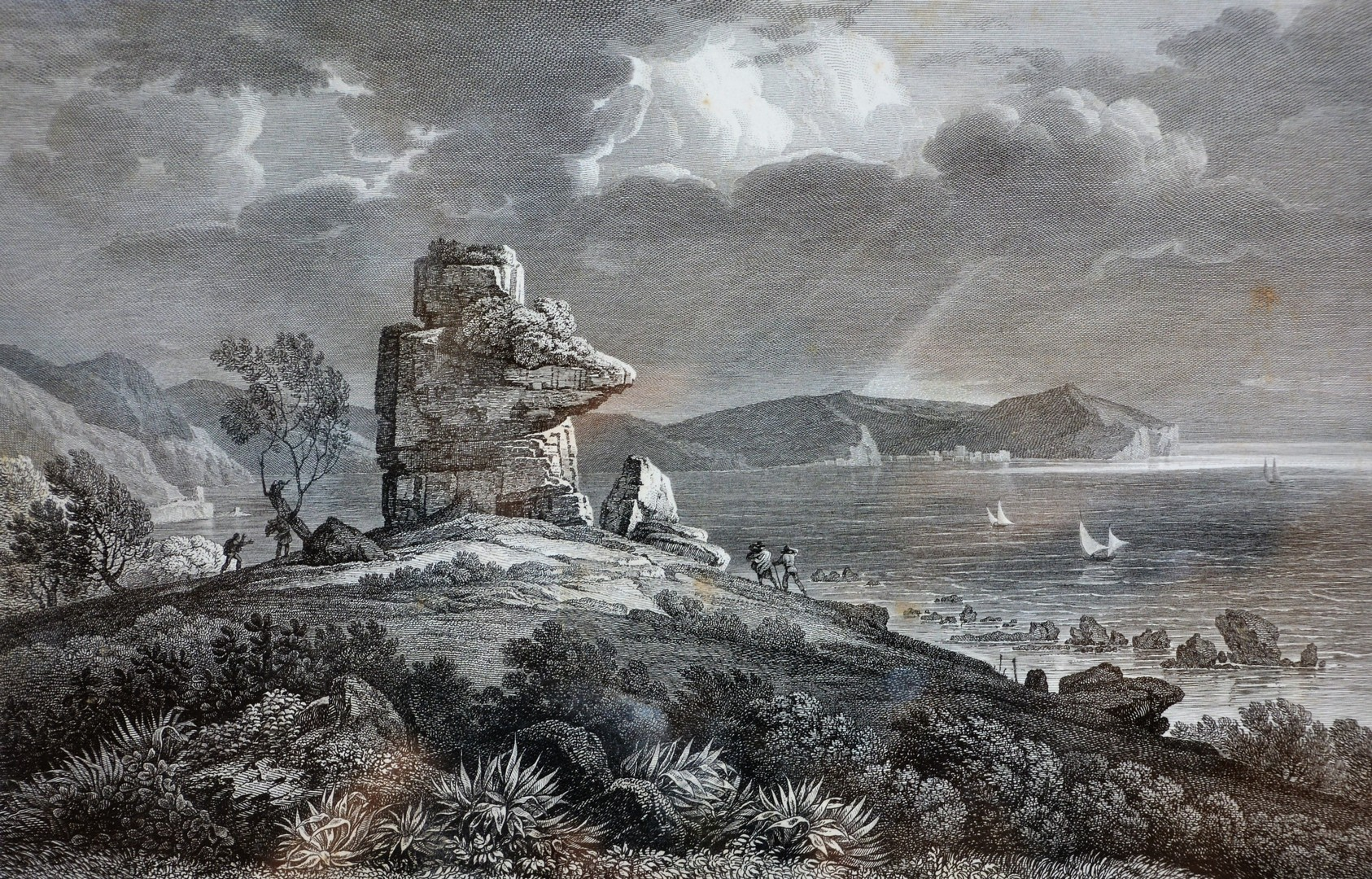
Cenotafio di Palinuro a Caprioli

Un cenotafio o, meno comunemente, cenotaffio è un monumento sepolcrale che viene eretto in un famedio, in una chiesa o in altro luogo, per ricordare una persona o un gruppo di persone sepolte in altro luogo, oppure una o più persone i cui resti sono andati dispersi.
Ne consegue che, a differenza di una tomba ordinaria, il cenotafio non custodisce le spoglie del morto; il termine deriva infatti dal greco antico: κενός?, kenòs, "vuoto" e τάφος, tàphos, "tomba", e significa “tomba vuota”.

## Esempi di cenotafi

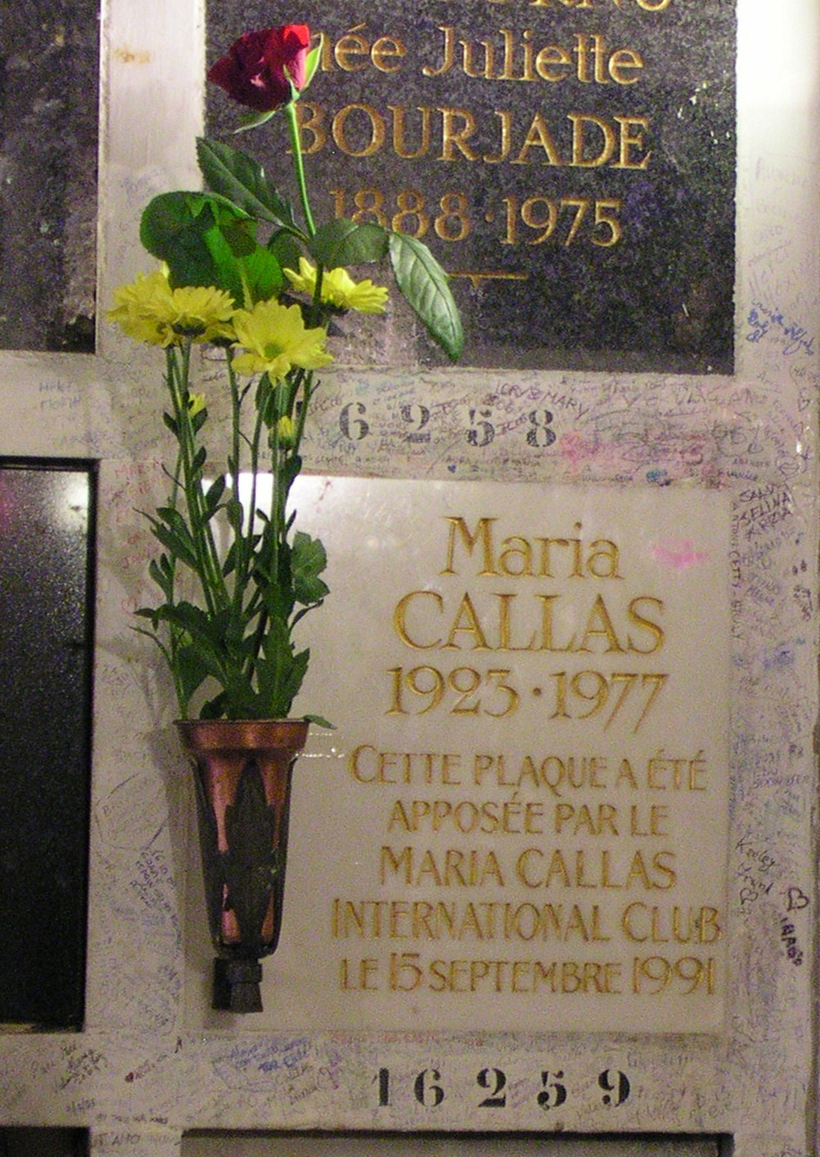
Il cenotafio di Maria Callas nel colombario del cimitero parigino di Père-Lachaise

In Italia è famoso il cenotafio di Dante Alighieri nella Basilica di Santa Croce a Firenze, cantato da Ugo Foscolo nel carme Dei sepolcri.
A Londra si trova un altro celebre cenotafio, noto semplicemente come The Cenotaph, un monumento dedicato ai caduti delle forze armate britanniche eretto nel 1919.
A Hiroshima nel Parco della Pace si trova un cenotafio per ricordare i morti del bombardamento nucleare subito dalla città.
Un importante esempio di cenotafio, non realizzato perché utopistico, è quello visibile nel Progetto per il Cenotafio di Newton, ideato dall'architetto e teorico neoclassico Étienne-Louis Boullée. Esso presenta una struttura principale di forma sferica adagiata su una base cilindrica a gradoni. La scelta di tale forma viene dal fatto che l'artista voleva ricollegare la forma del monumento funebre agli studi e scoperte compiuti in vita da Isaac Newton.
Possono inoltre essere ricordati:
- Cenotafio di Virgilio a Napoli
- Cenotafio di Pier Soderini nella basilica di Santa Maria del Carmine (Firenze)
- Cenotafio di Astorre Gianni nella chiesa di San Niccolò Oltrarno
- Cenotafio di Antonio Canova nella basilica di Santa Maria Gloriosa dei Frari
- Drususstein, il cenotafio di Druso maggiore (circondato dalla cittadella di Magonza del XVIII secolo)
- Cenotafio di Ugo Foscolo nella chiesa di Chiswick a Londra
- Cenotafio di Władysław Sikorski nel cimitero di Newark-on-Trent
- Cenotafio di Ludovico il Moro e Beatrice d'Este nella Certosa di Pavia
- Cenotafio di Mafalda di Savoia nella basilica di Superga
- Cenotafio di Juan Manuel de Rosas nel cimitero di Southampton
- Cenotafio dell'imperatore Massimiliano I d'Asburgo nella Hofkirche di Innsbruck
- Cenotafio di Maria Callas[4] nel colombario del cimitero di Père-Lachaise a Parigi
- Cenotafio di Wolfgang Amadeus Mozart nel Zentralfriedhof a Vienna
- Cenotafio di Palinuro a Caprioli
- Cenotafio di Antonio De Ferraris detto il Galateo a Lecce nella Basilica di San Giovanni Battista al Rosario (eretto nel 1788 dall'Arditi)
- Cenotafi dell'imperatore e dell'imperatrice nel Taj Mahal ad Agra in India
- Cenotafio di Seti I (Osireion) ad Abido, Egitto
- Cenotafio di Antonio Locatelli al Vittoriale degli Italiani